# Horvát–szerb koalíció
A horvát–szerb koalíció (szerbhorvátul: Hrvatsko-srpska koalicija/Хрватско-српска коалиција) 20. század elejének jelentős politikai szövetsége volt Ausztria-Magyarországon, amely Horvát-Szlavónországot és Dalmáciát irányította. A horvátok és szerbek Ausztria-Magyarországon való együttműködésének politikai eszméjét képviselte a kölcsönös előnyök érdekében. Fő vezetői eleinte Frano Supilo és Svetozar Pribićević, majd egyedül Pribićević voltak. Ez a koalíció kormányozta a Horvát-Szlavón Királyságot 1906-tól egészen Ausztria-Magyarország felbomlásáig és az 1918-as jugoszláv egyesülésig, amikor is nagyrészt beolvadt a liberális Jugoszláv Demokrata Pártba.

## Előzmények
A Habsburg fennhatóság alatt álló történelmi horvát területeken a horvát–szerb együttműködés legkorábbi megjelenése a koalíció megalakulása előtt hatvan évvel, az illír mozgalomban történt. Ennek hívei a délszlávok egy autonóm horvát királyság alatti egyesítését szorgalmazták a Habsburg monarchia keretein belül. Ez az elképzelés azonban az 1848-as forradalommal hirtelen hamvába halt.
Az 1900-as évek eleji koalíció megalakulásának hátterében az a tömeges felismerés állt, hogy a magyar és az osztrák kormány, valamint az olasz irredentizmus egyaránt profitál a horvátok és a szerbek megosztottságából. Ez különösen a Khuen-Héderváry Károly horvát bán elleni 1903-as népi tüntetések után vált nyilvánvalóvá, ahol a horvát parasztok tömegeihez szerb parasztok is csatlakoztak, és így nagyobb hatást tudtak elérni. Maga a koalíció az 1905. októberi fiumei és zárai határozatból indult ki, ahol az egyes horvát és szerb parlamenti képviselők csoportjai a horvát, illetve a szerb nemzeti érdekeket képviselő kéréseket fogalmaztak meg, amelyek középpontjában Dalmáciának Horvát-Szlavónországgal való integrációja és ezen országok a monarchián belül helyzetének felemelése állt.

## A koalíció működése
A koalícióhoz kezdetben csatlakozott pártok a következők: Horvát Jogok Pártja, Horvát Haladó Néppárt (liberálisok), Szerb Nemzeti Független Párt, Szerb Nemzeti Radikális Párt és Horvátországi és Szlavóniai Szociáldemokrata Párt. A Horvát Jogok Pártjában ekkorra már a Független Néppárt tagjai is helyet kaptak, akik korábban kiváltak a Néppárt magyarbarát fősodrú frakciójából. 1905. december 11-én a koalíció képviselői közzétették politikai programjukat. Nyilatkozata indítványozta a szerbek és horvátok közötti egyenlőséget, az alkotmányos hatalomgyakorlást és az állampolgári jogokat, a helyi autonómiát, valamint a „Nagodba”, a Horvátország politikai státuszát szabályozó osztrák-magyar paktum reformját.
A koalíció 1906-os horvát parlamenti választáson megszerezte mandátumok többségét a Horvát-Szlavón Királyság parlamentjében (Szábor). A koalíció támogatta az egyház és az állam szétválasztását, ellenezte a papok részvételét a politikában. Kezdeti célja az volt, hogy a német–osztrák uralmat fenyegetésnek tekintve megszabaduljon a kormányzó nemzeti párttól, hosszú távon pedig a délszlávok egyesítésére törekedett.
A szociáldemokraták és a szerb radikálisok később kiválnak a koalícióból, míg 1910-ben a Horvát Jogok Pártja és a Horvát Haladó Néppárt beolvadt a Horvát Független Pártba (Hrvatska samostalna stranka).
1908-ban a koalíció ismét megnyerte a választást, de a Bécsi Császári Udvar támadta, mert hazaárulással vádolta vezetőségét. 1909-ben a Szerb Független Párt 53 tagját állították bíróság elé Szerbiával való együttműködés miatt. Az Agram-per néven ismert, politikailag motivált perben a vádlottakat gyenge bizonyítékok alapján bűnösnek találták, és börtönbüntetést kaptak. A nemzetközi politikai helyzet megváltozásával (a szerb kormány elismerte Bosznia-Hercegovina Ausztria-Magyarország általi annektálását), 1910-ben Ferenc József kegyelmet adott a bebörtönzött tagoknak. Ennek azonban az volt az ára, hogy marginalizálniuk kellett vezetőjüket, Frano Supilót, és mérsékelniük kellett a Magyar Királyság kormányával szembeni kritikáikat. Az új vezető Svetozar Pribićević lett, aki 1913-ban hivatalos megállapodást kötött a kormánnyal. A koalíció 1910-ben és 1913-ban is megnyerte a választásokat. Az első világháború alatt végig uralta a horvát délszláv politikát. Miközben a koalíció vezetői továbbra is részt vettek az osztrák-magyar politikában, az első világháború alatt a Jugoszláv Bizottságban is részt vettek.
Amikor a háború véget ért, és megalakult a szlovének, horvátok és szerbek állama, a koalíció 12 képviselőt állított a Nemzeti Államtanácsba. Később megalakult a Szerb-Horvát-Szlovén Királyság, a párt feloszlott, és korábbi tagjai többnyire a Jugoszláv Demokrata Párton belül az új belgrádi kormány szószólói lettek.

## Választási eredmények
| Év   | %      | Mandátum | ±  | Horvátok | Horvátok | Szerbek | Szerbek | Függetlenek | Függetlenek | Kormányon |        |   |        |   |          |
| ---- | ------ | -------- | -- | -------- | -------- | ------- | ------- | ----------- | ----------- | --------- | ------ | - | ------ | - | -------- |
| Év   | %      | Mandátum | ±  | 1906     | 36.36%   | 32 / 88 | 32      | 18 / 88     | 18          | Kormányon | 8 / 88 | 8 | 6 / 88 | 6 | Győzelem |
| 1908 | 49.64% | 56 / 88  | 24 | 27 / 88  | 9        | 19 / 88 | 11      | 10 / 88     | 4           | Győzelem  |        |   |        |   |          |
| 1910 | 33.60% | 35 / 88  | 21 | 18 / 88  | 9        | 15 / 88 | 4       | 2 / 88      | 8           | Győzelem  |        |   |        |   |          |
| 1911 | 28.56% | 24 / 88  | 11 | 12 / 88  | 6        | 12 / 88 | 3       | 0 / 88      | 2           | Győzelem  |        |   |        |   |          |
| 1913 | 39.09% | 48 / 88  | 24 | 29 / 88  | 17       | 17 / 88 | 5       | 2 / 88      | 2           | Győzelem  |        |   |        |   |          |

1910-ben Frano Supilo Jogpártja és a Horvát Népi Haladó Párt a Horvát Függetlenségi Pártban egyesült.
Az 1906-os választásokon Szerb Függetlenségi Párt a koalícióból 1907-ben kilépő Szerb Nemzeti Radikális Párttal együtt indult.

## Öröksége
A Jugoszláv Királyság idején Stjepan Radić és Svetozar Pribićević (később egyedül Vladimir Maček) vezette Paraszt-Demokratikus Koalíciót (Horvát Parasztpárt és Független Demokrata Párt koalíciója) általában a Horvát-Szerb Koalíció rekreációjának tekintik. A koalíció 1927-től létezett Jugoszlávia a második világháború alatti, a tengelyhatalmak általi 1941-es megszállásáig.

## Fordítás
- Ez a szócikk részben vagy egészben  a   Croat-Serb Coalition című angol Wikipédia-szócikk ezen változatának fordításán alapul.  Az eredeti cikk szerkesztőit annak laptörténete sorolja fel. Ez a jelzés csupán a megfogalmazás eredetét és a szerzői jogokat jelzi, nem szolgál a cikkben szereplő információk forrásmegjelöléseként.